# Ceropegia bowkeri
Ceropegia bowkeri ist eine Pflanzenart aus der Unterfamilie der Seidenpflanzengewächse (Asclepiadoideae). Die Art kommt bzw. kam in Südafrika vor; eine Unterart ist bereits ausgestorben.

## Merkmale

### Vegetative Merkmale
Ceropegia  ist eine ausdauernde, krautige, aufrecht wachsende Pflanze mit fleischig verdickten Wurzeln. Aus dem Wurzelstock treiben jährlich ein bis drei, 20 bis 50 cm hohe Triebe aus, nicht verzweigt und nicht behaart sind. Die direkt an den Trieben ansetzenden, stiellosen Blattspreiten sind linealisch bis linealisch-lanzettlich, zugespitzt und 4 bis 13,5 cm lang und 2 bis 3 mm breit.

### Blütenstand und Blüten
Der Blütenstand setzt seitlich direkt an den Trieben an; er enthält nur eine Blüte. Der Blütenstiel ist bis zwei Zentimeter lang. Die zygomorphen, zwittrigen Blüten sind fünfzählig und haben eine doppelte Blütenhülle. Die pfriemlichen Kelchblätter sind 4 bis 8 mm lang. Die fünf Kronblätter sind in der unteren Hälfte zu einer 3,5 bis 6 cm langen (hohen), aufsteigenden, annähernd geraden, außen glatten Kronröhre (Sympetalie) verwachsen. Sie ist außen grünlich weiß, innen grünlich mit einem oft diffusen purpurfarbenen Muster. Die aufgeblähte Basis der Kronröhre, der Kronkessel ist kugelig bis eiförmig und hat einen Durchmesser von 5 bis 8 mm. Er geht kontinuierlich in die eigentliche Kronröhre über; hier beträgt der minimale Durchmesser 2 bis 3 mm. Zum äußeren Ende erweitert sich die Röhre auf 3 bis 4 mm. Die an der Basis eingeengten Kronblattzipfel sind linealisch bis schmal elliptisch geformt und sind 18 bis 22 mm lang. Sie sind entlang der Mittelrippe komplett zurückgebogen und hängen frei herab. Sie bewegen sich bei jedem Windhauch. Beiderseits der Mittelrippe befindet sich je eine Reihe von Vertiefungen oder Gruben. Auf einem grünen Untergrund befindet sich ein purpurfarbenes Muster. Die Lamina sind weißlich behaart, die Ränder sind dagegen mit gelblichen oder purpurnen, keulenförmigen Haaren besetzt.
Die Nebenkrone ist nahezu ungestielt und an der Basis tassenförmig verwachsen. Die behaarten interstaminalen (äußeren) Nebenkronblattzipfel sind 1,5 mm lang, dreieckig und aufrecht stehend. Sie sind am äußeren Ende mittig tief eingeschnitten und bilden hier zwei, schmal-dreieckige, zugespitzte Fortsätze. Die staminalen Nebenkronblattzipfel haben ebenfalls eine Länge von 1,5 mm, sind aber lanzettlich-linealisch geformt. Sie neigen sich am äußeren Ende zusammen.

### Früchte und Samen
Die paarigen Balgfrüchte sind spindelförmig und etwa 5 cm lang. Die Samen sind schmal-eiförmig und messen 3 mm in der Länge und 1,75 mm in der Breite.

### Ähnliche Arten
Die Art ist Ceropegia dinteri sehr ähnlich. C. dinteri besitzt allerdings eine Wurzelknolle, während C. bowkeri fleischig verdickte Wurzeln hat. Auch Ceropegia tomentosa besitzt eine gewisse Ähnlichkeit. Hier hängen die Kronblattzipfel aber nicht herunter, sondern stehen aufrecht oder sind leicht abgespreizt. Diese Art ist seit der Erstbeschreibung nicht mehr gefunden worden und ist wahrscheinlich ausgestorben.

## Geographische Verbreitung und Ökologie
Die Art kommt nur in der südafrikanischen Provinz Ostkap (Eastern Cape) in den Distrikten Sarah Baartman und Chris Hani vor.

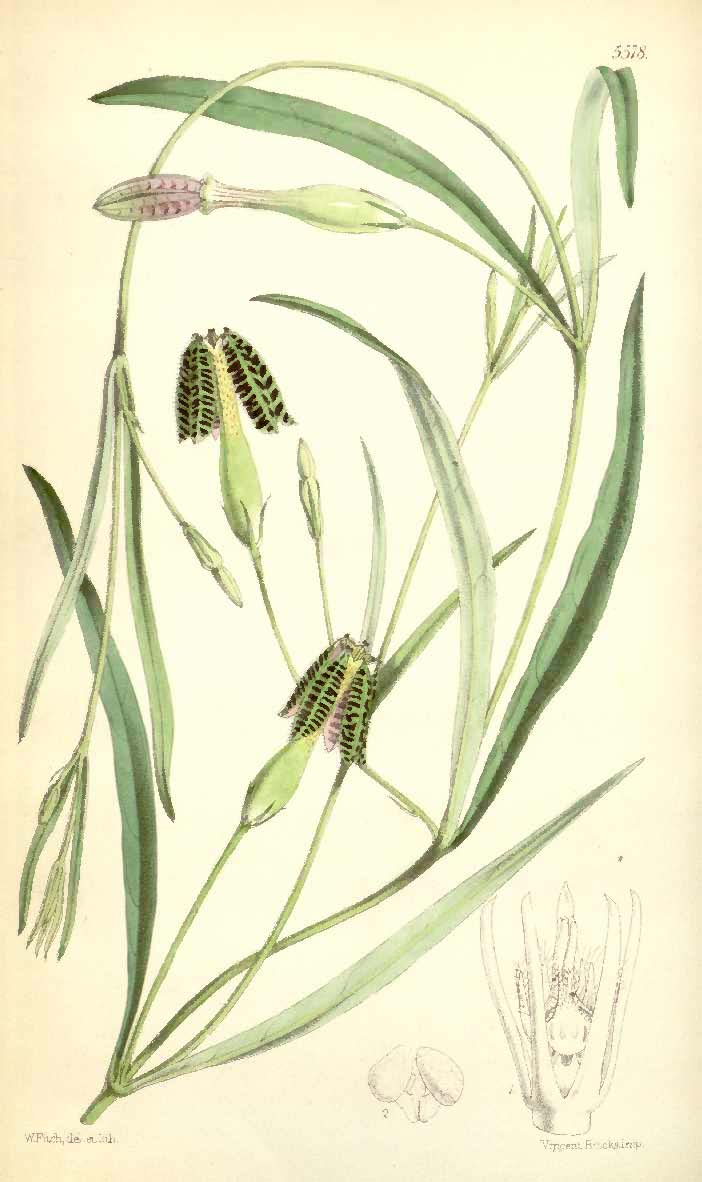
Ceropegia bowkeri ssp. sororia Harvey ex Hook.f., wahrscheinlich Umgebung von Port Alfred, Bezirk Sarah Baartman, Provinz Ostkap in Südafrika; aus Curtis’s Botanical Magazine, Band 92, 1866 Taf.5578

## Taxonomie
Das Taxon wurde von William Henry Harvey 1859 im „Thesaurus Capensis“ Band 1, S. 9 erstmals beschrieben. 1866 beschrieb Joseph Dalton Hooker ein weiteres, offensichtlich nahe verwandtes Taxon als Ceropegia sororia nach einem Manuskriptnamen von Harvey. Herbert Huber in seiner „Revision der Gattung Ceropegia“ synonymisierte die beiden Taxa, während Robert Dyer in seiner umfassenden Arbeit „Ceropegia, Brachystelma and Riocreuxia in southern Africa“ die beiden Taxa als Unterarten beibehielt. Ulrich Meve im Sukkulentenlexikon wiederum vereinigte die beiden Taxa wieder, auch die „Plant List“ behandelt Ceropegia sororia als Synonym von C. bowkeri. Janine Victor und Anthony Dold halten dagegen die Trennung in zwei Unterarten aufrecht. Es ist im Grunde auch ein rein akademischer Streit, denn die Unterart bowkeri ist sehr wahrscheinlich ausgestorben.

## Gefährdung
Die Unterart Ceropegia bowkeri ssp. bowkeri Harv. wurde seit der Erstbeschreibung am Typenstandort nicht wiedergefunden, trotz intensiver Suche durch Experten in neuerer Zeit. Das Areal ist durch intensive Nutzung und Bodenerosion zerstört. Zumindest ein Teil des ursprünglichen Areals ist heute durch Vororte von Port Alfred überbaut. Auch in der weiteren Umgebung fanden sich an noch intakten Biotopen keine Pflanzen dieser Unterart mehr. Sie gilt als ausgestorben.

## Belege

### Online
- The Plant List A working list of all plant species - Ceropegia sororia